# Čudovo
Čudovo (in russo Чу́дово?) è una cittadina della Russia europea nordoccidentale (oblast' di Novgorod), situata sulle sponde del fiume Kerest', 75 km a nord del capoluogo Velikij Novgorod; dipende amministrativamente dal distretto omonimo, del quale è capoluogo.

## Società

### Evoluzione demografica
Fonte: mojgorod.ru
- 1897: 1.000
- 1959: 10.700
- 1979: 14.500
- 1989: 18.000
- 2007: 16.600